# Куйвози
Куйвози (рос. Куйвози) — присілок у Всеволожському районі Ленінградської області Російської Федерації.
Населення становить 1168 осіб. Належить до муніципального утворення Куйвозовське сільське поселення.

## Історія
Від 1 серпня 1927 року належить до Ленінградської області.

## Населення
| 2007 | 2010  | 2017  |
| ---- | ----- | ----- |
| 400  | ↗1175 | ↘1168 |